# Malaysia ai Giochi della XXI Olimpiade
La Malaysia partecipò ai Giochi della XXI Olimpiade che si sono svolti a Montréal dal 17 luglio al 1º agosto 1976, con una delegazione di 23 atleti impegnati in 5 discipline, per un totale di 9 competizioni. Portabandiera alla cerimonia di apertura fu l'ostacolista Ishtiaq Mubarak, alla sua terza Olimpiade.
Fu la quarta partecipazione di questo paese ai Giochi. Non fu conquistata nessuna medaglia.